# Diaphanosoma aspinosum
Diaphanosoma aspinosum är en kräftdjursart som beskrevs av Fernando Chiang 1956. Diaphanosoma aspinosum ingår i släktet Diaphanosoma och familjen Sididae. Inga underarter finns listade i Catalogue of Life.